# Calor humano
Calor Humano es el tercer álbum de larga duración de la banda venezolana de rock progresivo Equilibrio Vital. Fue grabado en Estudios INTERSONIDO a finales de 1987, y su lanzamiento nunca llegó a darse oficialmente. Una versión de la historia tras lo sucedido indica que algunas pocas unidades en formato casete fueron distribuidas de manera no oficial por la discográfica Top Hits, pero la compañía nunca se pronunció al respecto. Calor Humano es un trabajo muy difícil de conseguir, y hoy por hoy un artículo de colección.

## Listado de canciones
1. Cara a Cara
2. Solitaria Mujer de la Ciudad
3. Madre
4. Sombras
5. Tempestad
6. Si Tú No Estas
7. Ilusiones
8. Poemas
9. Síndrome de Rock
10. Niños, Hombre y Fe

Todos los temas por Marcos Chacón, excepto Cara a Cara y Solitaria Mujer de la Ciudad de Elena Prieto.

## Créditos

### Nota importante
Independientemente de la ocupación artística de cada quién, todos los miembros participaron en un proceso de toma de decisiones grupal en el que se definieron aspectos quizá menos notorios de la creación del álbum, pero ciertamente igual de importantes, como por ejemplo la selección de temas, o la creación del concepto. Aquí se nombra en los créditos a todos los integrantes del grupo para la fecha de creación del álbum, especificando en el mayor grado posible el aporte de cada individuo. 

### Intérpretes
- Marcos Chacón: guitarra líder, voz.
- Elena Prieto: voz
- Guillermo González: bajo, flauta, voz, guitarra acústica.
- Carlos Serga: guitarra rítmica, voz.
- Arnoldo Serga: bajo, percusión.
- Laureano Rangel: batería.
- Maximino Suárez: teclados, guitarra, voz.
- Billy Ricken: percusión al inicio de Madre.

### También participaron
- Jaime Moroldo: diseño de carátula
- Aracely Ramírez: diagramación y texto
- Norma Figuera
- Trina Noguera

### Otros
- Auguie Verde: grabación y mezcla
- Pedro Luis Ruiz: fotografía

- Datos: Q5741463